# Dysgonia hermione
Dysgonia hermione là một loài bướm đêm trong họ Erebidae.